# Suore agostiniane missionarie
Le suore agostiniane Missionarie (in spagnolo Hermanas Agustinas Misioneras) sono un istituto religioso femminile di diritto pontificio: i membri di questa congregazione pospongono al loro nome la sigla A.M.

## Storia
Avendo bisogno di religiose insegnanti per le loro missioni nelle Filippine, i frati Agostiniani spagnoli pensarono di trasformare il beaterio delle terziarie agostiniane di Barcellona in casa di formazione di una nuova congregazione, ma le sorelle non accolsero la richiesta: tre terziarie, Querubina Samarra, Mónica Mujal e Clara Cantó, decisero di lasciare il beaterio e il 27 aprile 1890 si stabilirono a Madrid decise a dare vita a un nuovo istituto, canonicamente eretto dal cardinale Ciriaco María Sancha y Hervás, arcivescovo di Madrid, in congregazione di diritto diocesano il 6 maggio 1890.
L'istituto, aggregato all'Ordine di Sant'Agostino dal 26 ottobre 1892, divenne di diritto pontificio il 28 agosto 1962.
Due religiose della congregazione, Esther Paniagua Alonso e Caridad Álvarez Martín, assassinate nel 1994 dal Gruppo islamico armato a Bab El Oued, appartengono al numero dei martiri d'Algeria beatificati nel 2018.

## Attività e diffusione
Le agostiniane missionarie sono dedite essenzialmente all'attività missionaria mediante l'educazione e la promozione sociale, con speciale attenzione all'infanzia, alla gioventù e alla donna: le suore operano nei centri educativi, nell residenze universitarie, nelle case di accoglienza, con bambini di strada e nei centri di salute.
Sono presenti nei seguenti paesi: Algeria, Argentina, Brasile, Cile, Cina, Colombia, Repubblica Dominicana, Guinea Equatoriale, India, Italia, Kenya, Mozambico, Perù, Spagna, Taiwan, Tanzania. La sede generalizia è a Roma.
Al 31 dicembre 2005, la congregazione contava 479 religiose in 74 case.